# NGC 443
NGC 443 là một thiên hà dạng hạt đậu loại S0 / (r) a? nằm trong chòm sao Song Ngư. Nó được phát hiện lần đầu tiên vào ngày 8 tháng 10 năm 1861 bởi Heinrich d'Arrest (và sau đó được liệt kê là NGC 443), và cũng được phát hiện vào ngày 17 tháng 10 năm 1903 bởi Stéphane Javelle (và sau đó được liệt kê là IC 1653). Nó được Dreyer mô tả là "ngôi sao mờ nhạt, nhỏ, tròn, 15 độ 8 giây về phía tây song song (nghĩa là, ở cùng một mức giảm)." 